# 목동운동장
목동운동장(木洞運動場, Mokdong Stadium)은 대한민국 서울특별시에 있는 스포츠 시설이다. 1987년 12월 9일에 착공하여 1989년 11월 14일에 완공됐으며, 주경기장, 목동야구장, 목동아이스링크 등의 스포츠 시설이 갖춰져 있다.
원래는 목동운동장이 모든 시설을 포함하는 스포츠 경기장 종합 단지를 뜻하는 용어이지만 목동운동장 주경기장을 바로 지칭하는 용어로 동시에 사용되며 다른 시설들은 목동야구장, 목동아이스링크로 구분하여 불리기도 한다.
한편 이용자의 편의를 위해 운동장 주차장과는 별도로 유수지를 복개하여 조성한 주차 공간을 제공하고 있다.

## 시설

### 주경기장
축구와 육상경기를 할 수 있는 다목적 경기장인 주경기장은 20,236석의 수용인원을 가지며 주로 축구 및 육상 대회와 각종 체육행사가 열리고 있다. 과거 K리그 소속 부천 SK, 안양 LG 치타스, 내셔널리그 소속 서울시청 축구단의 홈구장으로 사용되기도 했다. 주경기장 이외에 야구장, 실내빙상장의 체육 시설과 사격장, 체력단련장의 부대 시설로 구성되어 있으며, 인근에 목동 대단위 주택단지 거주민의 편의 시설로 많이 이용되고 있다. 2022년부터 2031년까지 서울 이랜드 FC의 홈구장으로 사용된다.

### 야구장
- 야구장 : 16,165석

### 실내빙상장
- 실내빙상장 : 5,000석

## 주요 경기 및 행사개최 실적
- 프로축구 K리그
- 실업축구 내셔널리그
- 서울시 육상 선수권대회
- 전국 하나은행 체육대회
- 2004 서울익스트림게임즈 월드컵 대회
- 각종 영화촬영

## 주차장 수용 능력
- 운동장 내 : 600여 대
- 운동장 외 : 2,000여 대

## 사진

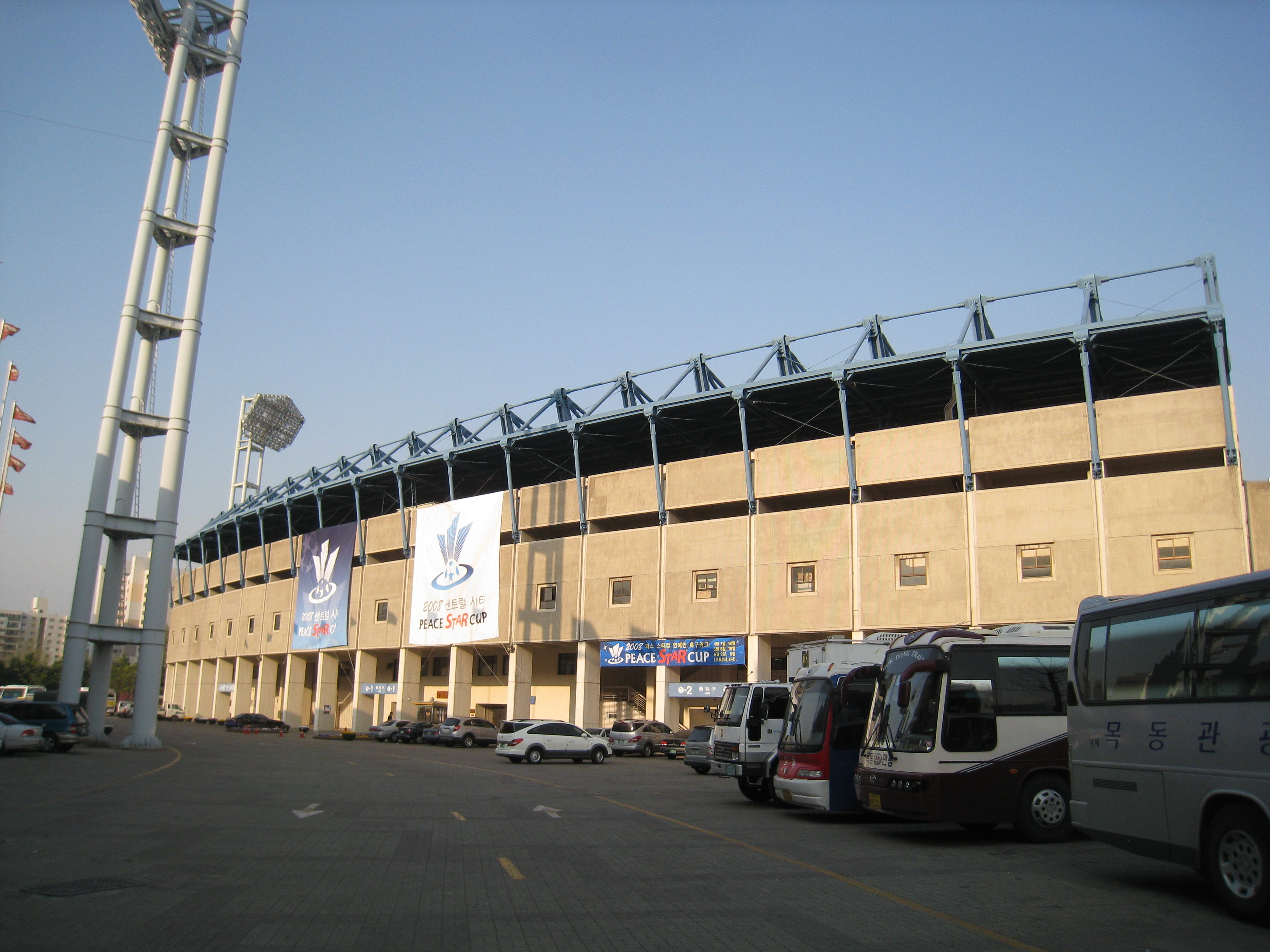
주경기장 외관
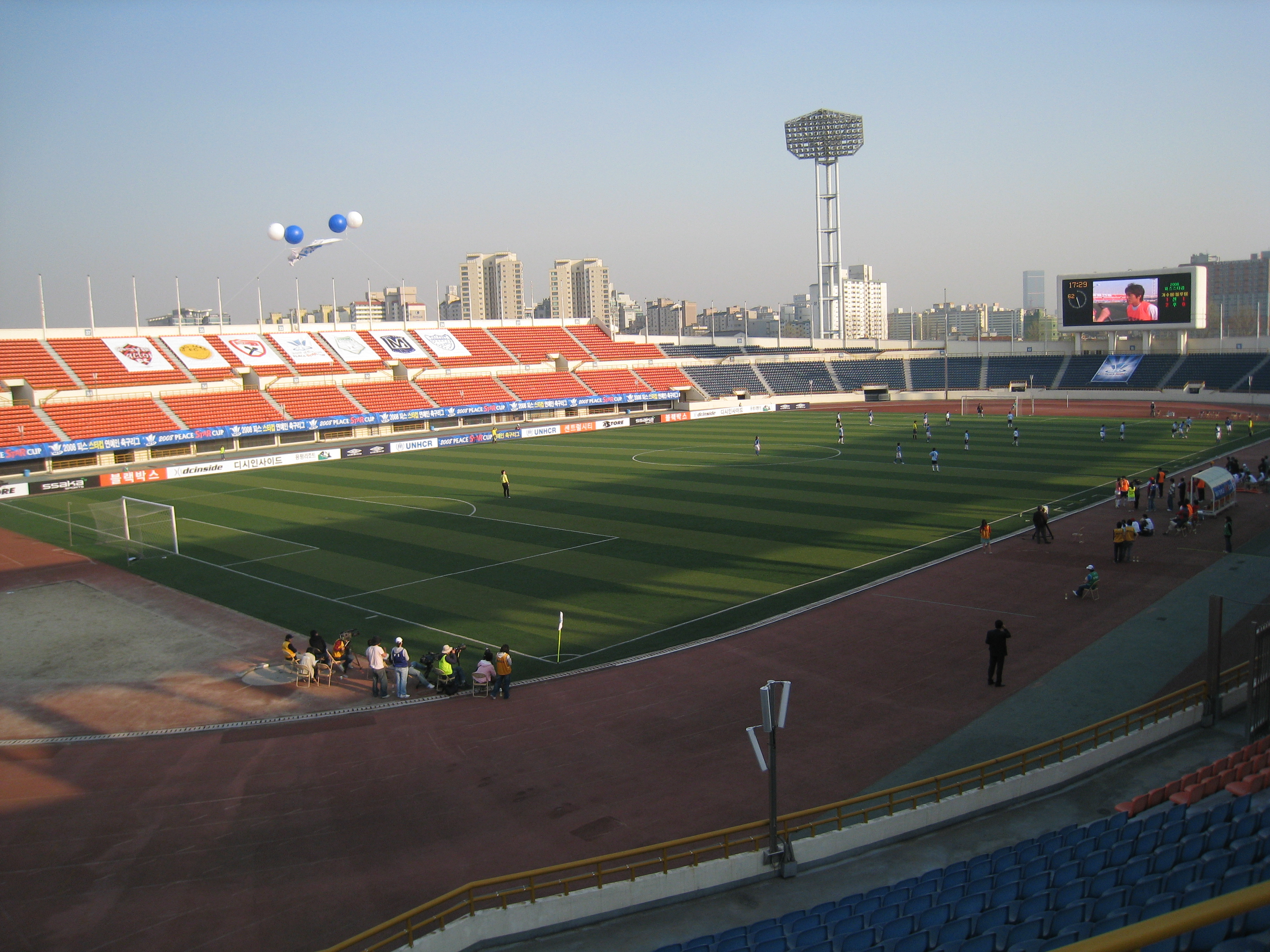
주경기장 내부

## 참고 문헌
- 〈목동종합운동장〉. 《두피디아》. 두산.
- “목동운동장”. 서울특별시체육시설관리사업소.
- “목동운동장 주경기장”. 서울특별시체육시설관리사업소.
- 《전국 공공체육 시설 현황 (2017년말 기준)》. 대한민국 문화체육관광부. 2019.
- 《2019년 전국 공공체육시설 현황 (2018년말 기준)》. 대한민국 문화체육관광부. 2020.
- 《2020년 전국 공공체육시설 현황 (2019년말 기준)》. 대한민국 문화체육관광부. 2021.
- 《2022년 전국 공공체육시설 현황 (2021년말 기준)》. 대한민국 문화체육관광부. 2023.
- 《2023 전국 공공체육시설 현황 (2022년 12월말 기준)》. 대한민국 문화체육관광부. 2024.
- 홍재의, 김용일 (2005년 12월 15일). “[K-리그 꿈의구장]제 3탄 목동 운동장①”. 한국프로축구연맹.
- 홍재의 (2006년 1월 12일). “[K-리그 꿈의구장]제 3탄 목동운동장②”. 한국프로축구연맹.

## 같이 보기
- 목동야구장
- 서울월드컵경기장
- 서울종합운동장
- 효창운동장
- 동대문운동장